# Huitán
Huitán es un municipio del departamento de Quetzaltenango, localizado a 40 km de la ciudad de Quetzaltenango y a 223 km de la Ciudad de Guatemala en la región sur-occidental de la República de Guatemala.

## Geografía física

### Ubicación geográfica
Huitán colinda con dos departamentos dada su extensión territorial de 16 km²; se localiza en la parte norte del departamento de Quetzaltenango a una distancia de 35 km de la cabecera departamental, y a 235 km de la Ciudad de Guatemala
Las colindancias del municipio son:
- Norte: Cabrican, municipio del departamento de  Quetzaltenango
- Este: Río Blanco, municipio del departamento de San Marcos
- Sur: San Carlos Sija, y Sibilia, municipios del departamento de Quetzaltenango
- Oeste: Palestina de Los Altos, municipio del departamento de Quetzaltenango[4]

|                               | Norte: Cabrican              |                  |
| Oeste: Palestina de Los Altos |                              | Este: Río Blanco |
|                               | Sur: San Carlos Sija Sibilia |                  |

## Gobierno municipal
Los municipios se encuentran regulados en diversas leyes de la República, que establecen su forma de organización, lo relativo a la conformación de sus órganos administrativos y los tributos destinados para los mismos.  Aunque se trata de entidades autónomas, se encuentran sujetos a la legislación nacional y las principales leyes que los rigen desde 1985 son:
| N.º | Ley                                                | Descripción |
| --- | -------------------------------------------------- | --- |
| 1   | Constitución Política de la República de Guatemala | Tiene una regulación legal específica para los municipios en los artículos 253 al 262. |
| 2   | Ley Electoral y de Partidos Políticos              | Ley de carácter constitucional aplicable a los municipios en el tema de la conformación de sus autoridades electas. |
| 3   | Código Municipal                                   | Decreto 12-2002 del Congreso de la República de Guatemala. Tiene la categoría de ley ordinaria y contiene preceptos generales aplicables a todos los municipios, e inclusive contiene legislación referente a la creación de los municipios.             |
| 4   | Ley de Servicio Municipal                          | Decreto 1-87 del Congreso de la República de Guatemala. Regula las relaciones entra la municipalidad y los servidores públicos en materia laboral. Tiene su base constitucional en el artículo 262 de la constitución que ordena la emisión de la misma. |
| 5   | Ley General de Descentralización                   | Decreto 14-2002 del Congreso de la República de Guatemala. Regula el deber constitucional del Estado, y por ende del municipio, de promover y aplicar la descentralización y desconcentración económica y administrativa.                                |

El gobierno de los municipios está a cargo de un Concejo Municipal mientras que el código municipal —ley ordinaria que contiene disposiciones que se aplican a todos los municipios— establece que «el concejo municipal es el órgano colegiado superior de deliberación y de decisión de los asuntos municipales […] y tiene su sede en la circunscripción de la cabecera municipal»; el artículo 33 del mencionado código establece que «[le] corresponde con exclusividad al concejo municipal el ejercicio del gobierno del municipio».
El concejo municipal se integra con el alcalde, los síndicos y concejales, electos directamente por sufragio universal y secreto para un período de cuatro años, pudiendo ser reelectos.
Existen también las Alcaldías Auxiliares, los Comités Comunitarios de Desarrollo (COCODE), el Comité Municipal del Desarrollo (COMUDE), las asociaciones culturales y las comisiones de trabajo. Los alcaldes auxiliares son elegidos por las comunidades de acuerdo a sus principios y tradiciones, y se reúnen con el alcalde municipal el primer domingo de cada mes, mientras que los Comités Comunitarios de Desarrollo y el Comité Municipal de Desarrollo organizan y facilitan la participación de las comunidades priorizando necesidades y problemas.
Los alcaldes del municipio son:
- 2012-2016: Cesar Calderón
- 2016-2020: Pedro Lucas
- 2020:César Calderón

## Historia

### Tras la Independencia de Centroamérica
Conformación de los Distritos del Estado De Guatemala tras la independencia del Reino de Guatemala de España.
| - Mapa de Guatemala en 1839, elaborado por el arquitecto británico Frederick Catherwood, quien visitó Guatemala en compañía del explorador estadounidense John Lloyd Stephens en comisión del presidente de los Estados Unidos, Martin Van Buren. - La Asamblea Legislativa del recién creado Estado de Guatemala estableció los distritos para impartir justicia en su territorio en 1825, y Totonicapán fue sede del circuito del mismo nombre en el distrito N.° 9 (Totonicapán); a este circuito pertenecían también Salcajá, San Cristóbal, Shejul, Vobos, San Carlos Sija y San Francisco. |